# Nyaneka
I Nyaneka o Haneca sono un'etnia africana di ceppo bantu, che abita le savane dell'Angola meridionale, principalmente nelle province di Huíla, Cunene e Namibe. 
Sono storicamente considerati assieme al popolo affine dei Nkhumbi come parte di un più ampio raggruppamento etnolinguistico definito Nyaneka-Nkhumbi (o Haneca-Humbe), che comprende alcuni sottogruppi distinti (Handa, Mwila, Gambwe), ciascuno con la propria identità. Tuttavia alcuni ricercatori dubitano dell'effettiva utilità etnografica di tale ampia categoria.
Vivono principalmente di allevamento, integrato dall'agricoltura di sussistenza, e il rapporto con il bestiame è al centro dei loro ritmi di vita e delle loro tradizioni culturali.